# Do Jong Hwan
Do Jong Hwan (* 27. September 1955 in Ch'ŏngju, Ch'ungch'ŏngbuk-do) ist ein südkoreanischer Lyriker und Parlamentsabgeordneter.

## Leben
Do Jong Hwan wurde am 27. September 1955 in Ch'ŏngju geboren. Do war Lehrer und Freizeit-Lyriker bis zum Tod seiner Frau, zwei Jahre nach der Hochzeit, der ihn dazu brachte, das Werk Du, wie eine Malvenblüte zu verfassen; ein Gedichtband voller herzergreifend schöner Liebesgedichte, der ihm kritischen Beifall und augenblicklichen Ruhm verlieh. Nach dem Tod seiner Frau erkannte er, dass das Leben weitergehen musste, auch wenn es mühevoller als der Tod war, und bemühte sich deshalb sein Leben mehr zu genießen. Er fungierte als Vorsitzender einer Regionalorganisation der Lehrergewerkschaft, die das Ziel hatte, Ausbildungsstandards zu verbessern, zudem war er Mitglied in einer Organisation, die sich für Demokratie einsetzte. Obwohl er infolgedessen seinen Posten als Lehrer verlor und sogar inhaftiert wurde, setzte er seinen Kampf für Gerechtigkeit und eine bessere Zukunft fort.
Do thematisiert auch das Problem der Teilung Koreas, indem er die Probleme eines einzigen Individuums in einem geteilten Land darstellt. Mit seiner Sicht der Dinge eröffnete er neue Perspektiven für die Wiedervereinigung von Nord und Südkorea.

## Arbeiten

### Koreanisch

#### Gedichtsammlungen
- 고두미 마을에서 Im Dorf Kodumi (1985)
- 접시꽃 당신 Du, wie eine Malvenblüte (1986)
- 내가 사랑하는 당신은 Du, die ich so liebe (1988)
- 몸은 비록 떠나지만 Auch wenn der Körper verschwindet (1989)
- 지금 비록 너희 곁을 떠나지만 Auch wenn ich jetzt deine Seite verlasse (1989)
- 당신은 누구십니까 Wer bist du? (1993)
- 사람의 마을에 꽃이 진다 Im Dorf der Menschen verblühen die Blumen (1994)
- 부드러운 직선 Die weiche Linie (1998)
- 슬픔의 뿌리 Die Wurzel der Trauer (2005)
- 해인으로 가는 길 Der Weg nach Haein (2006)
- 세 시에서 다섯 시 사이 Zwischen drei und fünf Uhr (2011)

#### Essaysammlungen
- 지금은 묻어둔 그리움 Die vergrabene Sehnsucht jetzt (1990)
- 그대 가슴에 뜨는 나뭇잎 배 Das Boot aus Blättern, das in deinem Herzen schwimmt (1994)
- 그때 그 도마뱀은 무슨 표정을 지었을까 Welchen Gesichtsausdruck hatte die Eidechse damals wohl? (1998)
- 모과 Mispel (2000)
- 마지막 한 번을 더 용서하는 마음 Das Herz, das noch ein letztes Mal verzeiht (2000)
- 사람은 누구나 꽃이다 Alle Menschen sind Blumen (2004)

#### Kinderbücher
- 바다유리 Meeresglas (2002)
- 나무야 안녕 Hallo Baum (2007)

## Auszeichnungen
- 2012 – 제20회 공초문학상 (Kongch’o Literaturpreis)
- 2011 – 제13회 백석문학상 (Paek-Sŏk-Literaturpreis)
- 2010 – 제05회 윤동주상 문학부문 대상 (Yun-Tong-ju-Literaturpreis)
- 2009 – 제21회 정지용문학상 (Chŏng-Chi-yong-Literaturpreis)
- 2008 – 제02회 제비꽃시인상 (Veilchen-Lyrikerpreis)
- 2006 – 거창평화인권문학상 (Kŏch’ang Literaturpreis für Frieden und Menschenrechte)
- 2006 – 현대 문학부문 충북예술상 (Ch’ungbuk-Kunstpreis in der Kategorie moderne Literatur)
- 2000 – 제02회 KBS 바른 언어상 (KBS Preis für korrekte Sprache)
- 1997 – 제07회 민족예술상 (Nationaler Kunstpreis)
- 1990 – 제08회 신동엽창작기금 (Sin-Tong-yŏp-Autorenstipendium)